# Planina (gmina Ajdovščina)
Planina – miejscowość w Słowenii w gminie Ajdovščina.